# Celtas insulares

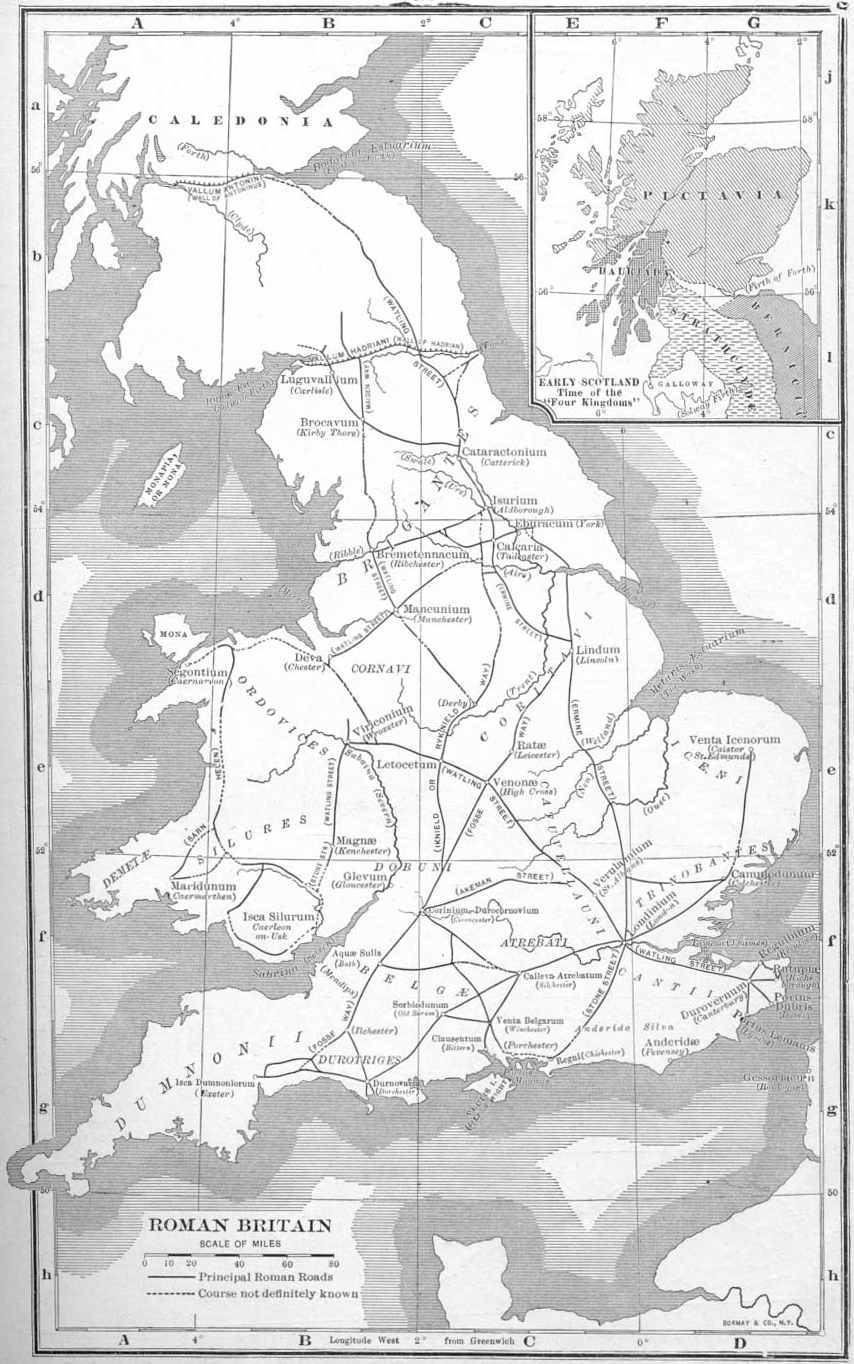
Locais principais na Grã-Bretanha romana, com indicação das tribos celtas.

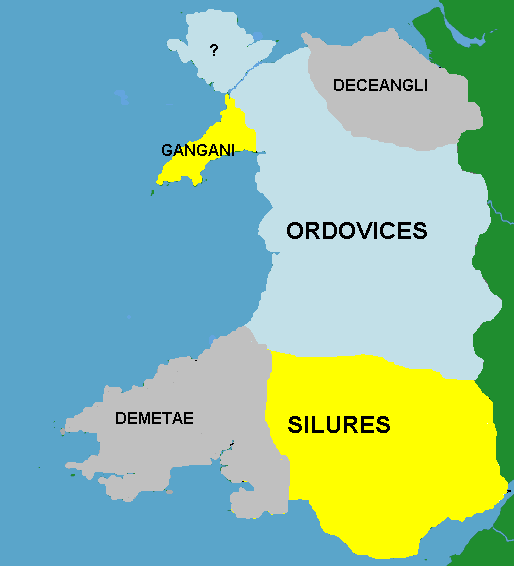
Tribos do país de Gales na época da invasão romana, com fronteiras conjecturais

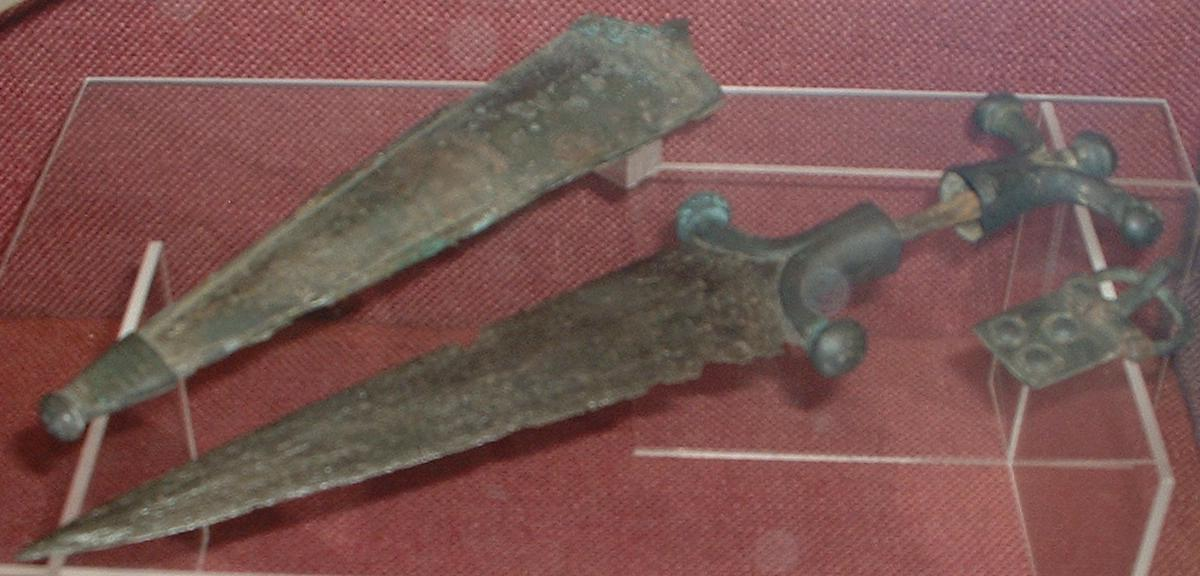
Adaga celta encontrada na Grã-Bretanha.

Os celtas insulares são os falantes das línguas celtas insulares, que compreendem todas as línguas celtas vivas, bem como os seus precursores, mas o termo é usado particularmente no que concerne os povos da Idade do Ferro britânica anteriores à conquista romana e os seus contemporâneos na Irlanda. 
De acordo com teorias mais antigas, as línguas celtas insulares terriam sido propagadas nas ilhas durante a Idade do Ferro insular. Isso é atualmente posto em causa pela maioria dos académicos, que crêem nas línguas como ali presentes, e possivelmente dominantes, já na Idade do Bronze. A dado ponto, as línguas dividiram-se nos dois principais grupos, Goidélico na Irlanda e Britónico na Grã-Bretanha, correspondendo aos grupos populacionais dos Goidels (Gaels), por um lado, e dos britânicos e pictos, por outro. A extensão em que esses povos terão formado um grupo étnico distinto é incerta. Embora existam registos antigos das línguas celtas continentais, permitindo uma reconstrução relativamente confiante do proto-celta, as línguas celtas insulares só são atestadas em textos relacionados no fim da Idade das Trevas, por volta do século VII dC, quando já não eram mutuamente compreensíveis. 

## Povoamento celta da Grã-Bretanha e Irlanda

### Arqueologia
Nas teorias mais antigas, a chegada dos celtas, definida como falantes das línguas celtas, que derivam duma língua protocelta, coincidiu aproximadamente com o início da Idade do Ferro europeia. Em 1946, o académico celta T.F. O'Rahilly publicou o seu influente modelo da história primitiva da Irlanda, que postulava quatro ondas separadas de invasores celtas, abrangendo a maior parte da Idade do Ferro (700 a 100 aC). No entanto, evidência arqueológica dessas supostas ondas de invasores manifestaram-se ilusórias. Pesquisas posteriores indicaram que a cultura pode ter-se desenvolvido gradual e continuamente entre os celtas e as populações indígenas. Da mesma forma, na Irlanda, existem poucas evidências arqueológicas de grandes grupos de imigrantes celtas, sugerindo a arqueólogos como Colin Renfrew que os habitantes nativos da Idade do Bronze absorveram gradualmente influências e idiomas celtas europeus. 
A evidência arqueológica é de continuidade cultural substancial até ao primeiro milénio aC,  embora com uma sobreposição significativa de elementos adotados da cultura "celta" de La Tène a partir do século IV aC. Há referência a regiões de estilo continental no sul da Inglaterra perto do final do período, possivelmente refletindo em parte uma imigração de elites de vários estados gauleses, como os Belgas .  A evidência de túmulos com carros na Inglaterra começa por volta de 300 aC e é confinada principalmente à cultura Arras associada aos Parisii .

### Linguística
Vestígios de línguas pré-celtas podem ser encontrados em características geográficas, como os rios Clyde, Tamar e Thames, cuja etimologia não é clara, mas possivelmente deriva dum substrato pré-celta. 
Pensa-se que por volta do século VI aC a maioria dos habitantes das ilhas da Irlanda e da Grã-Bretanha falava línguas celtas. Uma controversa análise linguística filogenética de 2003 coloca a idade do Insular Celtic alguns séculos antes, em 2.900 anos antes do presente, ou um pouco mais cedo que a Idade do Ferro europeia. 
Não é conclusivo se existiu uma língua "celta insular comum", a alternativa sendo que o povoamento da Irlanda e da Grã-Bretanha foi realizado por populações separadas que falavam dialetos celtas separados. No entanto, a "hipótese celta insular" tem sido favorecida como o cenário mais provável na linguística histórica celta desde o final do século XX (suportada por Cowgill 1975; McCone 1991, 1992; e Schrijver 1995). Isso apontaria para uma única onda de imigração dos celtas originais ( Hallstatt D ) para a Grã-Bretanha e a Irlanda, que no entanto se dividiu em dois grupos isolados (um na Irlanda e outro na Grã-Bretanha) pouco depois da chegada, estabelecendo a divisão dos insulares celtas em Goidélico e Britónico perto de 500 aC. No entanto, essa não é a única interpretação possível. Num cenário alternativo, a migração poderia ter trazido os primeiros celtas para a Grã-Bretanha (onde um celta insular quase indiferenciável era falado no início), sendo a Irlanda colonizada mais tarde. Schrijver apontou que, de acordo com a cronologia absoluta das mudanças sonoras encontradas em "Language and History in Early Britain", de Kenneth Jackson, britânicos e Goidelicos ainda eram essencialmente idênticos no final do século I dC, além da isogloss P / Q, e que não há evidências arqueológicas apontando para a presença celta na Irlanda à volta de 100 aC. 
O ramo Goidélico evoluiria para o irlandês primitivo, o irlandês antigo e o irlandês médio, e só com a expansão (medieval) histórica dos gaéis se dividiria nas línguas gaélicas modernas (irlandês moderno, gaélico escocês, manx). O Britónico comum, por outro lado, dividiu-se em dois ramos, Britânico e Priténico, como tesultado da invasão romana da Grã-Bretanha no século I. No século VIII, o Priténico ter-se-ia tornado em Pictish (que seria extinto no século IX), e os britânicos divididos em Old Welsh e Old Cornish.

### Genética das populações
Estudos genéticos têm apoiado a prevalência de populações nativas. Um estudo realizado em 2003 por Christian Capelli, David Goldstein e outros da University College London mostrou que marcadores genéticos associados a nomes gaélicos na Irlanda e na Escócia também são comuns em certas partes do país de Gales e Inglaterra (na maioria dos casos, o sudeste da Inglaterra com o menor índice nas contagens desses marcadores) e são semelhantes aos marcadores genéticos do povo basco e mais diferentes dos dinamarqueses e do norte da Alemanha.  Essa semelhança apoiou descobertas anteriores ao sugerir uma grande ascendência genética pré-celta, provavelmente voltando à população original do Paleolítico Superior. Os autores sugerem, portanto, que a cultura celta e a língua celta podem ter sido importadas para a Grã-Bretanha no início da Idade do Ferro por contato cultural e não por "invasões em massa". Em 2006, dois livros populares, The Blood of the Isles, de Bryan Sykes, e The Origins of the British: a Genetic Detective Story, de Stephen Oppenheimer, discutem evidências genéticas de povoações pré-históricas das Ilhas Britânicas, concluindo que, embora haja evidências de uma série das migrações da Península Ibérica durante as épocas mesolíticas e, em menor grau, nas épocas neolíticas, há poucos traços de migração na Idade do Ferro. 
Foi demonstrado que a migração desempenha um papel fundamental na expansão de complexos campaniformes (Beaker) para as Ilhas Britânicas. Foram analisados dados em todo o genoma de 400 europeus neolíticos, da idade do cobre e da idade do bronze (incluindo> 150 genomas britânicos antigos). A introdução nas Ilhas Britânicas da complexa Cultura do Vaso Campaniforme veio com altos níveis de ascendência relacionada às estepes, aproximadamente 90% do pool genético foi substituído em algumas centenas de anos. 

## Grã-Bretanha na Idade do Ferro

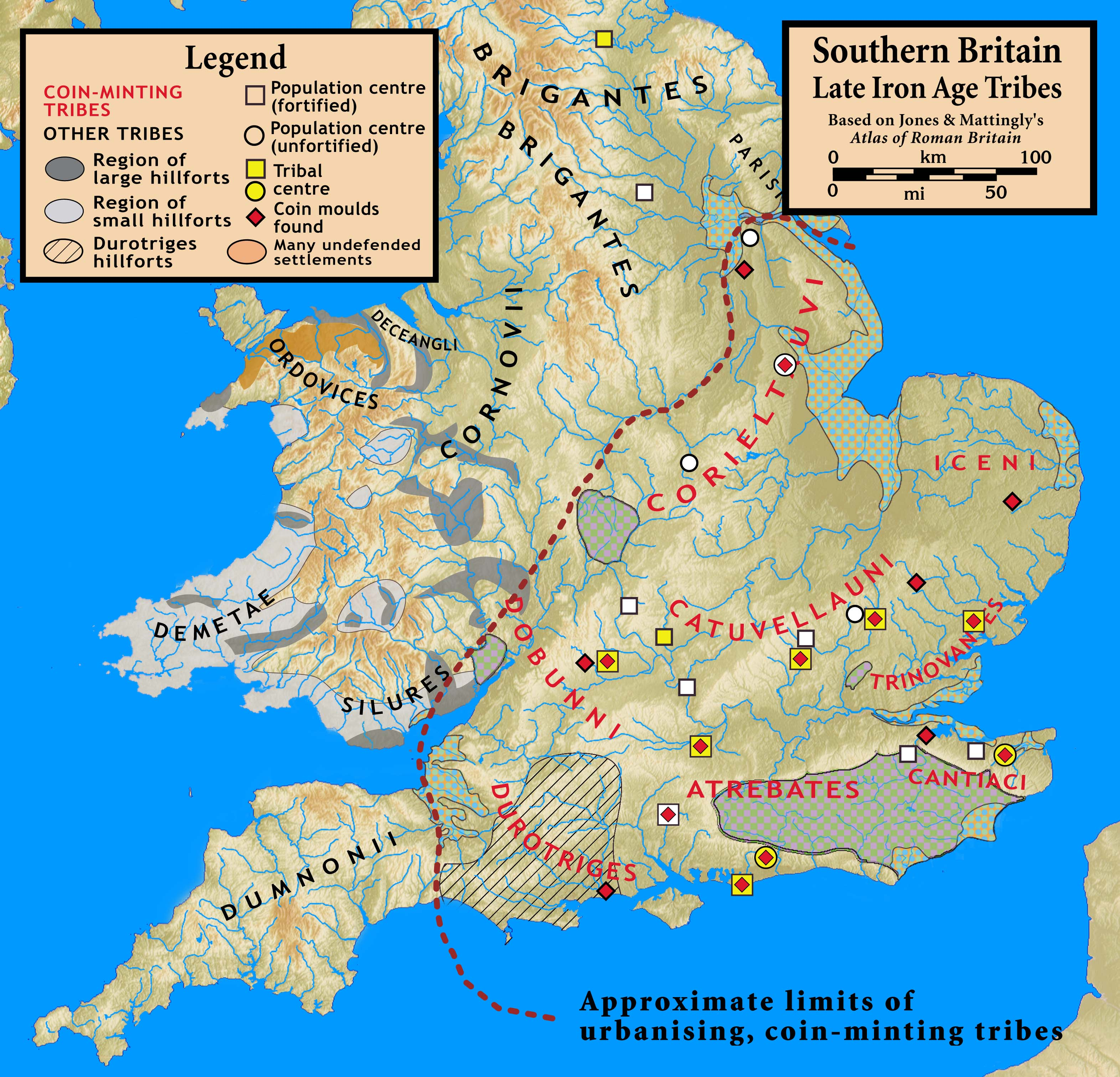
Mapa do sul da Grã-Bretanha no século I aC

A Idade do Ferro Britânica é um nome convencional na arqueologia da Grã-Bretanha, geralmente excluindo a Irlanda pré-histórica, que possuía uma cultura independente da Idade do Ferro.  A fase paralela da arqueologia irlandesa é denominada Idade do Ferro Irlandesa . 
A Idade do Ferro Britânica durou, em teoria, desde o uso significativo do ferro em ferramentas e armas na Grã-Bretanha até à romanização da metade sul da ilha. A cultura romanizada é denominada Grã-Bretanha romana e é considerada suplanta a Idade do Ferro britânica. 
A única descrição sobrevivente das populações da Idade do Ferro das Ilhas Britânicas é a de Píteas, que viajou na região à volta de 325 aC. Os primeiros nomes tribais registados até ao século I dC (Ptolomeu, César; e também na cunhagem), representando a situação ao momento da conquista romana.

## Vêr também
- Arte insular - abrangendo muita Arte hiberno-saxónica, Arte anglo-saxónica e celta nas Ilhas Britânicas pós-romanas
- Toponímia celta: celta insular
- Toponímia britânica: Celta
- Hipótese do substrato goidelic
- Línguas celtas insulares
- Idade do Ferro Grã-Bretanha
- História genética das Ilhas Britânicas